# Josef Machovský-Vrbka
Josef Machovský-Vrbka (30. září 1917, Grešlové Mýto - 10. srpna 1991, Břeclav) byl československý voják a příslušník výsadku Potash.

## Mládí
Narodil se jako Josef Machovský 30. září 1917 v Grešlovém Mýtě v okrese Znojmo. Otec Josef byl železničář, matka Marie, rozená Paružková, byla v domácnosti. Měl jednoho bratra. Obecnou školu dokončil v Podivíně, poté navštěvoval reálné gymnázium v Břeclavi, kde 2. června 1937 maturoval. 1. října téhož roku nastoupil na vojenskou základní službu v Košicích. Při jezdeckém výcviku ve škole pro důstojníky se zranil, čímž byly ukončeny jeho aspirace na důstojnickou hodnost. Poté prodělal poddůstojnickou školu a sloužil u dělostřelectva. 23. března 1939 byl v hodnosti svobodníka propuštěn z armády. Nastoupil na univerzitu v Brně, po uzavření českých vysokých škol se vrátil zpět do Podivína.
V Podivíně začal pracovat jako úředník u Hospodářského družstva a zapojil se i do odbojové činnosti v řadách sokolské organizace.

## V exilu
30. března 1940 společně s Liborem Zapletalem opustili protektorát a přes Slovensko, Maďarsko a Jugoslávii se dostali do Bejrútu. Zde prodělal úpal, čímž se zdržel dva týdny. Začátkem května 1940 byl prezentován v Agde do československé armády. Zařazen byl k dělostřelectvu, bitvy o Francii se ale nezúčatnil.
Po pádu Francie byl 7. července 1940 evakuován do Anglie a zařazen opět k dělostřelectvu. Na začátku roku 1942 na návrh Františka Vrbky spolu začali studovat školu pro důstojníky pěchoty v záloze. Po dokončení školy byl 22. června 1942 povýšen na četaře aspiranta a vrátil se zpět k dělostřelectvu.
Poté, co byla zamítnuta jeho žádost o zařazení do výcviku pro zvláštní úkoly zběhl 16. listopadu 1942 od své jednotky do Londýna, kde se chtěl u plk. Moravce informovat o důvodech svého nezařazení do výcviku. Poté, co se jej s pomocí Františka Vrbky podařilo uklidnit, byl do výcviku zařazen. Od 4. prosince 1942 do 23. února 1944 prodělal základní sabotážní kurz, parakurz a konspirační kurz, prodělal přípravu pro civilní zaměstnání. V dalším kurzu prošel opakovacím paravýcvikem, prodělal konspirační a spojovací kurz, kurz mikrofotografie a další konspirační a spojovací kurz. Výcvik zakončil tělovýchovným kurzem a spojovacím cvičením v Londýně. Do skupiny Potash byl zařazen jako radista. 16. dubna 1944 byl přepraven do vyčkávací stanicev Itálii.

## Nasazení
Společně s ostatními byl vysazen 5. května 1944 u obce Ostrata. Poté, co byla skupina rozprášena se s velitelem Janem Bartejsem dostali na Slovensko. Později se vrátil do Podivína, kde se setkal se svými rodiči. Zde získal kontakty na odbojové organizace, o čemž Bartejse informoval. Znovu se vrátil do Podivína, kde se ukryl. Těžce ale onemocněl a bez spojení zůstal až do 15. dubna 1945, kdy byl Podivín osvobozen Rudou armádou. Byl zatčen NKVD, internován a po brutálních výsleších obviněn ze špionáže pro Anglii.

## Po válce
V polovině června 1945 byl propuštěn za sovětské internace. Na vlastní žádost opustil armádu a začal pracovat jako úředník. V roce 1945 byl postupně povýšen do hodnosti poručíka pěchoty. Koncem ledna 1946 byl povýšen na nadporučíka pěchoty. 1. září 1946 se v hodnosti nadporučíka pěchoty vrátil do činné služby, 1. prosince téhož roku byl povýšen na kapitána. Sloužil v Plzni a poté jako náčelník štábu 71. výsadkového praporu. 1. července 1948 odešel na vlastní žádost do zálohy a znovu nastoupil na místo úředníka, ale krátce nato odešel do ostravských dolů.
11. května 1950 byl degradován, 13. ledna 1952 zatčen a na základě vykonstruovaného obvinění držen čtyři měsíce ve vazbě. Po propuštění pracoval ve sklárnách Kavalier v Sázavě a ve Frutě. V roce 1968 emigroval, ale již počátkem sedmdesátých let se vrátil zpět do vlasti. Zbytek života prožil v ústraní.
Do roku 1990 žil sám na hájence u obce Nejdek (OÚ Lednice na Moravě), kde ho ještě po revoluci navštívil zahraniční přítel z války. Poslední rok života strávil v domově důchodců v Lednici, zemřel v domově důchodců v Břeclavi.
Své jméno si změnil v roce 1946 na památku padlého kamaráda Františka Vrbky. Dne 2. února 1991 byl povýšen do hodnosti podplukovníka pěchoty v záloze.

## Vyznamenání
- 1944 -  Pamětní medaile československé armády v zahraničí se štítky Francie a Velká Británie
- 1945 -  Československý válečný kříž 1939
- 1945 -  Československá medaile Za chrabrost před nepřítelem
- 1945 -  Československá medaile za zásluhy I. stupně